# Hydrophyllaceae
Hydrophyllaceae, agora Hydrophylloideae é uma família de plantas dicotiledôneas pertencentes à ordem das solanales. Sua posição taxonômica é incerta. Tradicionalmente no Sistema Cronquist, foi incluído como parte da ordem Solanales, conforme mostrado na tabela à direita. No entanto, os novos sistemas não a incluem nessa ordem e a relacionam intimamente com a grande família Boraginaceae, colocando-a na ordem Lamiales com ela, e, mais recentemente, rebaixando Hydrophyllaceae a uma subfamília de Boraginaceae chamada Hydrophylloideae. Ainda não existe um acordo que esclareça esta questão e há alguma perspectiva de se dividir novamente no futuro.
As plantas nesta família podem ser ervas anuais, perenes ou arbustos, com caule prostrado ou ereto. A maioria tem uma raiz principal. As flores são bissexuais, normalmente radiais, com 5 pétalas e 5 estames. Cerca de 20 gêneros, contendo cerca de 300 espécies, são reconhecidos; muitos deles são nativos do oeste dos Estados Unidos, algumas do Chile, Argentina, El Salvador, México e norte dos Andes.
A subfamília leva o nome do gênero Hydrophyllum (folha d'água). Membros bem conhecidos incluem Emmenanthe, Nemophila e Phacelia.

## Gêneros
| - Codon - Draperia - Ellisia - Emmenanthe - Eriodictyon | - Eucrypta - Hesperochiron - Hydrolea - Hydrophyllum - Lemmonia | - Miltitzia - Nama - Nemophila - Phacelia - Pholistoma | - Romanzoffia - Tricardia - Turricula - Wigandia |